# Reprezentacja Polski w piłce nożnej plażowej mężczyzn
Reprezentacja Polski w piłce nożnej plażowej – zespół piłkarski, reprezentujący Rzeczpospolitą Polską w meczach i sportowych imprezach międzynarodowych, powoływany przez selekcjonera, w którym mogą występować wyłącznie zawodnicy posiadający obywatelstwo polskie. Do maja 2009 roku za jej funkcjonowanie odpowiedzialna była Polska Federacja Beach Soccera, kiedy to została przejęta przez komisję ds. piłki nożnej plażowej przy PZPN.

## Historia

### Początki
Męska kadra narodowa w piłkę nożną plażową powstała wiosną 2003 roku w momencie założenia Polskiej Federacji Beach Soccera. W maju 2003r. Michał Sieczko, prezes federacji i menadżer reprezentacji, na stanowisko pierwszego selekcjonera powołał Jacka Ziobera. Skład kadry został wyłoniony po zakończeniu pierwszych Mistrzostw Polski w piłce nożnej plażowej w Ustce. Trener powołał, jego zdaniem, najlepszych zawodników turnieju. Następnie, nowo powstała reprezentacja rozegrała dwumecz z Norwegią, zwyciężając 6:4 oraz w rzutach karnych po remisie 3:3. W 2007 roku Jacka Ziobera zastąpił Krzysztof Kuchciak, a w latach 2008-2009 reprezentację prowadził Michał Sieczko. Kolejnym selekcjonerem był Krzysztof Kuchciak – 74-krotny reprezentant Polski.

### Przejęcie kadry przez PZPN
Do kuriozalnej sytuacji doszło, kiedy w maju 2009 roku na europejski turniej piłki nożnej plażowej w Rzymie pojechały dwie reprezentacje Polski – jedna z ramienia Polskiego Związku Piłki Nożnej (prowadzona przez Wojciecha Polakowskiego), a druga stworzona przez Polską Federację Beach Soccera. Polski Związek Piłki Nożnej uzurpował sobie prawo do wystawienia reprezentacji narodowej, argumentując, iż jego statut, zatwierdzony przez ministra sportu, uprawnia go do wystawiania kadry narodowej w tej dyscyplinie. Światowe władze za jedyną polską organizację beach soccera uznały Polski Związek Piłki Nożnej, mimo wywalczenia awansu do Europejskiej Ligi Beach Soccera przez PFBS i jej sześcioletnią działalność. W efekcie wyniki reprezentacji Polski w turnieju pozostawiły wiele do życzenia, a zawodnicy PFBS oglądali mecze z trybun.
Podczas turnieju kwalifikacyjnego do Mistrzostw Świata w 2017 we włoskim Jesolo reprezentacja wywalczyła awans pokonując między innymi największe europejskie potęgi jak Ukrainę czy Rosję. Reprezentacja odpadła w fazie grupowej przegrywając wszystkie trzy mecze.

## Selekcjonerzy reprezentacji Polski w piłce nożnej plażowej
| Selekcjonerzy       | Lata      |
| ------------------- | --------- |
| Jacek Ziober        | 2003-2007 |
| Krzysztof Kuchciak  | 2007      |
| Michał Sieczko      | 2008-2009 |
| Wojciech Polakowski | 2009-2010 |
| Krzysztof Kuchciak  | 2011-2012 |
| Tomasz Iwan         | 2012      |
| Bogusław Saganowski | 2012-2015 |
| Marcin Stanisławski | 2015-2020 |
| Tomasz Wydmuszek    | 2020-2024 |
| Andrzej Szłapa      | 2024-     |

## Aktualny skład
Skład na Turniej Igrzysk Europejskich 2023 (27 czerwca-1 lipca 2023)
| Numer                         | Zawodnik           | Data urodzenia | Klub             |
| Bramkarze                     | Bramkarze          | Bramkarze      | Bramkarze        |
| ----------------------------- | ------------------ | -------------- | ---------------- |
| 1                             | Krystian Karolak   | 01.07.1997     | FC10 Zgierz      |
| 12                            | Maciej Marciniak   | 04.03.1991     | FBS Kolbudy      |
| Zawodnicy z pola              |                    |                |                  |
| 6                             | Mateusz Kiklaisz   | 20.04.1998     | Milenium Gliwice |
| 7                             | Patryk Pietrasiak  | 04.08.1992     | FC10 Zgierz      |
| 8                             | Arkadiusz Kłopeć   | 04.12.1999     | Milenium Gliwice |
| 9                             | Jakub Bistuła      | 06.08.1998     | Boca Gdańsk      |
| 10                            | Daniel Baran       | 14.10.1983     | KP Łódź          |
| 11                            | Witold Ziober      | 11.07.1987     | KP Łódź          |
| 14                            | Jakub Jesionowski  | 06.07.1989     | KP Łódź          |
| 17                            | Grzegorz Brochocki | 15.09.1999     | KP Łódź          |
| 18                            | Filip Gac          | 20.09.1996     | FBS Kolbudy      |
| 21                            | Michał Witkowski   | 30.06.2002     | Boca Gdańsk      |
| Selekcjoner: Tomasz Wydmuszek |                    |                |                  |

## Występy
| Rok             | Runda                   | Poz                     | M                       | Z                       | Z pd./rz.k.             | P                       | G+                      | G-                      | +/-                     |
| --------------- | ----------------------- | ----------------------- | ----------------------- | ----------------------- | ----------------------- | ----------------------- | ----------------------- | ----------------------- | ----------------------- |
| Brazylia 1995   | Nie brała udziału       | Nie brała udziału       | Nie brała udziału       | Nie brała udziału       | Nie brała udziału       | Nie brała udziału       | Nie brała udziału       | Nie brała udziału       | Nie brała udziału       |
| Brazylia 1996   | Nie brała udziału       | Nie brała udziału       | Nie brała udziału       | Nie brała udziału       | Nie brała udziału       | Nie brała udziału       | Nie brała udziału       | Nie brała udziału       | Nie brała udziału       |
| Brazylia 1997   | Nie brała udziału       | Nie brała udziału       | Nie brała udziału       | Nie brała udziału       | Nie brała udziału       | Nie brała udziału       | Nie brała udziału       | Nie brała udziału       | Nie brała udziału       |
| Brazylia 1998   | Nie brała udziału       | Nie brała udziału       | Nie brała udziału       | Nie brała udziału       | Nie brała udziału       | Nie brała udziału       | Nie brała udziału       | Nie brała udziału       | Nie brała udziału       |
| Brazylia 1999   | Nie brała udziału       | Nie brała udziału       | Nie brała udziału       | Nie brała udziału       | Nie brała udziału       | Nie brała udziału       | Nie brała udziału       | Nie brała udziału       | Nie brała udziału       |
| Brazylia 2000   | Nie brała udziału       | Nie brała udziału       | Nie brała udziału       | Nie brała udziału       | Nie brała udziału       | Nie brała udziału       | Nie brała udziału       | Nie brała udziału       | Nie brała udziału       |
| Brazylia 2001   | Nie brała udziału       | Nie brała udziału       | Nie brała udziału       | Nie brała udziału       | Nie brała udziału       | Nie brała udziału       | Nie brała udziału       | Nie brała udziału       | Nie brała udziału       |
| Brazylia 2002   | Nie brała udziału       | Nie brała udziału       | Nie brała udziału       | Nie brała udziału       | Nie brała udziału       | Nie brała udziału       | Nie brała udziału       | Nie brała udziału       | Nie brała udziału       |
| Brazylia 2003   | Nie brała udziału       | Nie brała udziału       | Nie brała udziału       | Nie brała udziału       | Nie brała udziału       | Nie brała udziału       | Nie brała udziału       | Nie brała udziału       | Nie brała udziału       |
| Brazylia 2004   | Nie brała udziału       | Nie brała udziału       | Nie brała udziału       | Nie brała udziału       | Nie brała udziału       | Nie brała udziału       | Nie brała udziału       | Nie brała udziału       | Nie brała udziału       |
| Brazylia 2005   | Nie zakwalifikowała się | Nie zakwalifikowała się | Nie zakwalifikowała się | Nie zakwalifikowała się | Nie zakwalifikowała się | Nie zakwalifikowała się | Nie zakwalifikowała się | Nie zakwalifikowała się | Nie zakwalifikowała się |
| Brazylia 2006   | Faza grupowa            | 11.                     | 3                       | 1                       | 0                       | 2                       | 12                      | 18                      | -6                      |
| Brazylia 2007   | Nie zakwalifikowała się | Nie zakwalifikowała się | Nie zakwalifikowała się | Nie zakwalifikowała się | Nie zakwalifikowała się | Nie zakwalifikowała się | Nie zakwalifikowała się | Nie zakwalifikowała się | Nie zakwalifikowała się |
| Francja 2008    | Nie zakwalifikowała się | Nie zakwalifikowała się | Nie zakwalifikowała się | Nie zakwalifikowała się | Nie zakwalifikowała się | Nie zakwalifikowała się | Nie zakwalifikowała się | Nie zakwalifikowała się | Nie zakwalifikowała się |
| ZEA 2009        | Nie zakwalifikowała się | Nie zakwalifikowała się | Nie zakwalifikowała się | Nie zakwalifikowała się | Nie zakwalifikowała się | Nie zakwalifikowała się | Nie zakwalifikowała się | Nie zakwalifikowała się | Nie zakwalifikowała się |
| Włochy 2011     | Nie zakwalifikowała się | Nie zakwalifikowała się | Nie zakwalifikowała się | Nie zakwalifikowała się | Nie zakwalifikowała się | Nie zakwalifikowała się | Nie zakwalifikowała się | Nie zakwalifikowała się | Nie zakwalifikowała się |
| Tahiti 2013     | Nie zakwalifikowała się | Nie zakwalifikowała się | Nie zakwalifikowała się | Nie zakwalifikowała się | Nie zakwalifikowała się | Nie zakwalifikowała się | Nie zakwalifikowała się | Nie zakwalifikowała się | Nie zakwalifikowała się |
| Portugalia 2015 | Nie zakwalifikowała się | Nie zakwalifikowała się | Nie zakwalifikowała się | Nie zakwalifikowała się | Nie zakwalifikowała się | Nie zakwalifikowała się | Nie zakwalifikowała się | Nie zakwalifikowała się | Nie zakwalifikowała się |
| Bahamy 2017     | 15. miejsce             | 15. miejsce             | 3                       | 0                       | 0                       | 3                       | 12                      | 24                      | -12                     |
| Paragwaj 2019   | Nie zakwalifikowała się | Nie zakwalifikowała się | Nie zakwalifikowała się | Nie zakwalifikowała się | Nie zakwalifikowała się | Nie zakwalifikowała się | Nie zakwalifikowała się | Nie zakwalifikowała się | Nie zakwalifikowała się |
| Rosja 2021      | Nie zakwalifikowała się | Nie zakwalifikowała się | Nie zakwalifikowała się | Nie zakwalifikowała się | Nie zakwalifikowała się | Nie zakwalifikowała się | Nie zakwalifikowała się | Nie zakwalifikowała się | Nie zakwalifikowała się |
| ZEA 2023        | Nie zakwalifikowała się | Nie zakwalifikowała się | Nie zakwalifikowała się | Nie zakwalifikowała się | Nie zakwalifikowała się | Nie zakwalifikowała się | Nie zakwalifikowała się | Nie zakwalifikowała się | Nie zakwalifikowała się |
| Łącznie         | Łącznie                 | Łącznie                 | 6                       | 1                       | 0                       | 5                       | 24                      | 42                      | -18                     |

| Rok              | Runda / miejsce | M  | Z  | Z pd./rz.k. | P  | G+  | G-  | +/- |
| ---------------- | --------------- | -- | -- | ----------- | -- | --- | --- | --- |
| Hiszpania 2008   | 1/8 finału      | 4  | 2  | 0           | 2  | 14  | 11  | +3  |
| Hiszpania 2009   | 1/8 finału      | 4  | 3  | 0           | 1  | 16  | 11  | +5  |
| Włochy 2010      | ćwierćfinał     | 5  | 3  | 0           | 2  | 27  | 18  | +9  |
| Rosja 2012       | II faza grupowa | 7  | 4  | 1           | 2  | 36  | 26  | +10 |
| Włochy 2014      | 15. miejsce     | 8  | 3  | 0           | 5  | 29  | 37  | -8  |
| Włochy 2016      | 1. miejsce      | 8  | 6  | 1           | 1  | 32  | 20  | +12 |
| Rosja 2019       | 7. miejsce      | 8  | 4  | 1           | 3  | 33  | 27  | +6  |
| Portugalia 2021  | 10. miejsce     | 5  | 2  | 0           | 3  | 23  | 24  | -1  |
| Azerbejdżan 2023 | 11. miejsce     | 5  | 2  | 0           | 3  | 19  | 19  | 0   |
| Łącznie          | Łącznie         | 49 | 29 | 3           | 22 | 229 | 191 | +36 |

| Rok     | Dywizja           | Miejsce           | M                 | Z                 | Z pd./rz.k.       | P                 | G+                | G-                | +/-               |
| ------- | ----------------- | ----------------- | ----------------- | ----------------- | ----------------- | ----------------- | ----------------- | ----------------- | ----------------- |
| 1998    | Nie brała udziału | Nie brała udziału | Nie brała udziału | Nie brała udziału | Nie brała udziału | Nie brała udziału | Nie brała udziału | Nie brała udziału | Nie brała udziału |
| 1999    | Nie brała udziału | Nie brała udziału | Nie brała udziału | Nie brała udziału | Nie brała udziału | Nie brała udziału | Nie brała udziału | Nie brała udziału | Nie brała udziału |
| 2000    | Nie brała udziału | Nie brała udziału | Nie brała udziału | Nie brała udziału | Nie brała udziału | Nie brała udziału | Nie brała udziału | Nie brała udziału | Nie brała udziału |
| 2001    | Nie brała udziału | Nie brała udziału | Nie brała udziału | Nie brała udziału | Nie brała udziału | Nie brała udziału | Nie brała udziału | Nie brała udziału | Nie brała udziału |
| 2002    | Nie brała udziału | Nie brała udziału | Nie brała udziału | Nie brała udziału | Nie brała udziału | Nie brała udziału | Nie brała udziału | Nie brała udziału | Nie brała udziału |
| 2003    | Nie brała udziału | Nie brała udziału | Nie brała udziału | Nie brała udziału | Nie brała udziału | Nie brała udziału | Nie brała udziału | Nie brała udziału | Nie brała udziału |
| 2004    | C                 | 3.                | 3                 | 2                 | 0                 | 1                 | 22                | 12                | +10               |
| 2005    | C                 | 2.                | 3                 | 2                 | 0                 | 1                 | 10                | 5                 | +5                |
| 2006    | B → A             | 3.                | 25                | 11                | 4                 | 10                | 122               | 98                | +24               |
| 2007    | A                 | 7.                | 14                | 4                 | 2                 | 8                 | 62                | 60                | +2                |
| 2008    | A                 | 8.                | 6                 | 1                 | 1                 | 4                 | 23                | 33                | -10               |
| 2009    | A                 | 6.                | 9                 | 2                 | 0                 | 7                 | 29                | 45                | -16               |
| 2010    | A                 | 7.                | 6                 | 1                 | 1                 | 4                 | 24                | 35                | -11               |
| 2011    | A                 | 7.                | 6                 | 1                 | 0                 | 5                 | 21                | 27                | -6                |
| 2012    | A                 | 6.                | 9                 | 1                 | 2                 | 6                 | 35                | 53                | -18               |
| 2013    | A                 | 5.                | 10                | 5                 | 2                 | 3                 | 46                | 45                | +1                |
| 2014    | A                 | 11.               | 10                | 4                 | 0                 | 6                 | 40                | 42                | -2                |
| 2015    | A                 | 9.                | 3                 | 0                 | 2                 | 1                 | 9                 | 10                | -1                |
| 2016    | A                 | 9.                | 6                 | 1                 | 1                 | 4                 | 24                | 30                | -6                |
| 2017    | A                 | 8.                | 10                | 2                 | 1                 | 7                 | 36                | 47                | -11               |
| 2018    | A                 | 10.               | 6                 | 1                 | 0                 | 5                 | 30                | 42                | -12               |
| 2019    | A                 | 10.               | 3                 | 0                 | 0                 | 3                 | 7                 | 11                | -4                |
| 2020    | A                 | Nie występowała   | Nie występowała   | Nie występowała   | Nie występowała   | Nie występowała   | Nie występowała   | Nie występowała   | Nie występowała   |
| 2021    | A                 | 8.                | 7                 | 0                 | 1                 | 6                 | 23                | 37                | -14               |
| 2022    | A                 | 7.                | 6                 | 2                 | 1                 | 3                 | 25                | 24                | +1                |
| Łącznie | Łącznie           | Łącznie           | 142               | 40                | 18                | 84                | 588               | 656               | -68               |

| Rok              | Miejsce           | M                 | Z                 | Z pd./rz.k.       | P                 | G+                | G-                | +/-               |
| ---------------- | ----------------- | ----------------- | ----------------- | ----------------- | ----------------- | ----------------- | ----------------- | ----------------- |
| Włochy 1998      | Nie brała udziału | Nie brała udziału | Nie brała udziału | Nie brała udziału | Nie brała udziału | Nie brała udziału | Nie brała udziału | Nie brała udziału |
| Hiszpania 1999   | Nie brała udziału | Nie brała udziału | Nie brała udziału | Nie brała udziału | Nie brała udziału | Nie brała udziału | Nie brała udziału | Nie brała udziału |
| Hiszpania 2001   | Nie brała udziału | Nie brała udziału | Nie brała udziału | Nie brała udziału | Nie brała udziału | Nie brała udziału | Nie brała udziału | Nie brała udziału |
| Hiszpania 2002   | Nie brała udziału | Nie brała udziału | Nie brała udziału | Nie brała udziału | Nie brała udziału | Nie brała udziału | Nie brała udziału | Nie brała udziału |
| Belgia 2003      | Nie brała udziału | Nie brała udziału | Nie brała udziału | Nie brała udziału | Nie brała udziału | Nie brała udziału | Nie brała udziału | Nie brała udziału |
| Portugalia 2004  | Nie brała udziału | Nie brała udziału | Nie brała udziału | Nie brała udziału | Nie brała udziału | Nie brała udziału | Nie brała udziału | Nie brała udziału |
| Rosja 2005       | Nie brała udziału | Nie brała udziału | Nie brała udziału | Nie brała udziału | Nie brała udziału | Nie brała udziału | Nie brała udziału | Nie brała udziału |
| Włochy 2006      | Nie brała udziału | Nie brała udziału | Nie brała udziału | Nie brała udziału | Nie brała udziału | Nie brała udziału | Nie brała udziału | Nie brała udziału |
| Hiszpania 2007   | 5.                | 3                 | 1                 | 1                 | 1                 | 8                 | 9                 | -1                |
| Azerbejdżan 2008 | Nie brała udziału | Nie brała udziału | Nie brała udziału | Nie brała udziału | Nie brała udziału | Nie brała udziału | Nie brała udziału | Nie brała udziału |
| Włochy 2009      | 7.                | 3                 | 1                 | 0                 | 2                 | 6                 | 20                | -14               |
| Włochy 2010      | 6.                | 3                 | 1                 | 0                 | 2                 | 15                | 19                | -4                |
| Rosja 2012       | 5.                | 3                 | 2                 | 0                 | 1                 | 12                | 9                 | +3                |
| Azerbejdżan 2014 | Nie brała udziału | Nie brała udziału | Nie brała udziału | Nie brała udziału | Nie brała udziału | Nie brała udziału | Nie brała udziału | Nie brała udziału |
| Serbia 2016      | Nie brała udziału | Nie brała udziału | Nie brała udziału | Nie brała udziału | Nie brała udziału | Nie brała udziału | Nie brała udziału | Nie brała udziału |
| Łącznie          | Łącznie           | 12                | 5                 | 1                 | 6                 | 41                | 57                | -16               |

| Rok      | Miejsce           | M                 | Z                 | Z pd./rz.k.       | P                 | G+                | G-                | +/-               |
| -------- | ----------------- | ----------------- | ----------------- | ----------------- | ----------------- | ----------------- | ----------------- | ----------------- |
| ZEA 2011 | Nie brała udziału | Nie brała udziału | Nie brała udziału | Nie brała udziału | Nie brała udziału | Nie brała udziału | Nie brała udziału | Nie brała udziału |
| ZEA 2012 | Nie brała udziału | Nie brała udziału | Nie brała udziału | Nie brała udziału | Nie brała udziału | Nie brała udziału | Nie brała udziału | Nie brała udziału |
| ZEA 2013 | Nie brała udziału | Nie brała udziału | Nie brała udziału | Nie brała udziału | Nie brała udziału | Nie brała udziału | Nie brała udziału | Nie brała udziału |
| ZEA 2014 | Nie brała udziału | Nie brała udziału | Nie brała udziału | Nie brała udziału | Nie brała udziału | Nie brała udziału | Nie brała udziału | Nie brała udziału |
| ZEA 2015 | Nie brała udziału | Nie brała udziału | Nie brała udziału | Nie brała udziału | Nie brała udziału | Nie brała udziału | Nie brała udziału | Nie brała udziału |
| ZEA 2016 | 5.                | 5                 | 1                 | 2                 | 2                 | 18                | 18                | 0                 |
| ZEA 2017 | Nie brała udziału | Nie brała udziału | Nie brała udziału | Nie brała udziału | Nie brała udziału | Nie brała udziału | Nie brała udziału | Nie brała udziału |
| ZEA 2018 | Nie brała udziału | Nie brała udziału | Nie brała udziału | Nie brała udziału | Nie brała udziału | Nie brała udziału | Nie brała udziału | Nie brała udziału |
| ZEA 2019 | Nie brała udziału | Nie brała udziału | Nie brała udziału | Nie brała udziału | Nie brała udziału | Nie brała udziału | Nie brała udziału | Nie brała udziału |
| ZEA 2021 | Nie brała udziału | Nie brała udziału | Nie brała udziału | Nie brała udziału | Nie brała udziału | Nie brała udziału | Nie brała udziału | Nie brała udziału |
| ZEA 2022 | Nie brała udziału | Nie brała udziału | Nie brała udziału | Nie brała udziału | Nie brała udziału | Nie brała udziału | Nie brała udziału | Nie brała udziału |
| Łącznie  | Łącznie           | 5                 | 1                 | 2                 | 2                 | 18                | 18                | 0                 |

| Rok              | Miejsce                 | M                       | Z                       | Z pd./rz.k.             | P                       | G+                      | G-                      | +/-                     |
| ---------------- | ----------------------- | ----------------------- | ----------------------- | ----------------------- | ----------------------- | ----------------------- | ----------------------- | ----------------------- |
| Azerbejdżan 2015 | Nie zakwalifikowała się | Nie zakwalifikowała się | Nie zakwalifikowała się | Nie zakwalifikowała się | Nie zakwalifikowała się | Nie zakwalifikowała się | Nie zakwalifikowała się | Nie zakwalifikowała się |
| Białoruś 2019    | Nie zakwalifikowała się | Nie zakwalifikowała się | Nie zakwalifikowała się | Nie zakwalifikowała się | Nie zakwalifikowała się | Nie zakwalifikowała się | Nie zakwalifikowała się | Nie zakwalifikowała się |
| Polska 2023      | Gospodarz               | Gospodarz               | Gospodarz               | Gospodarz               | Gospodarz               | Gospodarz               | Gospodarz               | Gospodarz               |
| Łącznie          | Łącznie                 | 0                       | 0                       | 0                       | 0                       | 0                       | 0                       | 0                       |